# Vicent Calataiud
Vicent Calataiud (Albaida, 1693 - València, 10 de gener de 1771), fou un teòleg valencià.
Cursà en la Universitat de València els graus de mestre en arts i doctor en sagrada teologia, va ser nomenat examinador de filosofia i metafísica i obtingué després la càtedra de teologia. El 1727 va ser promogut a una pabordia de la Santa Església Metropolitana de València, amb càtedra annexa de teologia escolàstica, i el mateix any va ser admés en la Reial Congragació de Sant Felip Neri.
Oposat a qualsevol innovació filosòfica desviada del tomisme, discutí les obres d'Andreu Piquer en unes Cartas eruditas a les quals va respondre Gregori Maians, i Calatayud al seu torn replicà afegint-hi unes notes preliminars contra Maians, Tosca, Martí, Coratjà i contra tots els novatores en general.

## Obres
- Opusculum Mystico-dogmaticum pseudo mysticorum anathematizatas propositiones confodiens. València: Herederos de Gerónimo Conejos, 1756.
- Cartas eruditas por la preferencia de la philosophia aristotélica para los estudios de religión, València, 1758-1760.
- Devoto septenario en memoria de los siete principales gozos de Maria Santíssima…, València, 1756.
- Divus Thomas cum patribus ex prophetis locutus, Priscorum, ac recentius errorum spurcissimas tenebras … sive Dissertationes Theologicæ scholastico-dogmaticæ et mystico-doctinales ad sensum et litteram divi Thomæ doctoris angelici, 5 toms, València: Vda. de Conejos, 1744-1752.
- Preliminar manifiesto de la verdad, 1764.
- Sacræ scripturæ chronico-historica, et expositiva asserta…
- La verdad acrisolada: dissertacion apologetica theologico-mistico-dogmatica sobre el sentido mas genuino y usual de estas voces: consumada mortificación, o purgación…